# José Pavón Casar
José Pavón Casar (Madrid, 6 de junio de 1952) es un director y realizador de televisión. Ha sido parte significativa del equipo de Radio Televisión Española (1977-2007), donde ha dirigido y creado programas experimentales, series de ficción, musicales y documentales, entre otros. También ha formado parte del equipo docente del Instituto Oficial de RTVE en colaboración con la Universidad Complutense de Madrid (1977-2020).
A lo largo de su carrera ha dirigido programas diversos, como el magacín Más estrellas que en el cielo (1988-1989), con Terenci Moix; las series Colegio Mayor (1995), A las once en casa (1998-1999) y Paco y Veva (2004); documentales de viajes y cultura; los monográficos musicales de Tina Turner y Joe Cocker, entre muchos otros, o la retransmisión de operas como Medea desde el teatro romano de Mérida (1989). Además, ha dirigido y escrito la película Deseos (2010), seleccionada por el Festival Internacional de Cine de Morelia, y es autor de la obra de teatro La serpiente putón (Ediciones Irreverentes, 2015).

## Biografía
Licenciado en Ciencias Económicas (1976) y Ciencias de la Información por la Universidad Complutense de Madrid (1978). Graduado igualmente en la Escuela Oficial de Radiodifusión y Televisión (1973), donde también fue profesor. Trabajó en Radio Nacional de España entre 1973 y 1974, y en Televisión Española entre 1977 y 2007. 
Tras graduarse trabajó en Radio 3 como redactor y locutor del programa Reseña de la actualidad educativa (1973-1974). Fue en el año 1977 cuando ingresó en los Servicios Informativos de TVE, primero como ayudante de realización en el Telediario de las 21.00 horas y después como realizador de los debates en el Congreso de los Diputados (1980-1981). 
En el año 1983 comienza la creación del programa experimental El Ojo del Video, co-dirigido con otros tres realizadores de la casa. El primer capítulo, titulado “Quién teme al miedo”, representó a Televisión Española en el Festival Internacional INPUT (Charleston, 1984) y en el Festival de San Sebastián (1984). Los once capítulos de la serie se emitieron en 1985. Se trataba de una propuesta innovadora debido al tratamiento de temas filosóficos, como la utopía, con técnicas de videoarte adaptadas al formato televisivo. El programa fue clausurado debido a presiones de periódicos conservadores como Ya y ABC que publicaron editoriales en su contra.
José Pavón estuvo al frente del programa cultural El poeta en su voz (1988), por donde pasaron los poetas vivos más importantes de España, como Alberti, Luis Rosales, Pepe Hierro, Jaime Gil de Biedma y Pere Gimferrer. Ese mismo año, fue realizador de Más estrellas que en el cielo, en el que a lo largo de diecinueve capítulos Terenci Moix entrevistó a personalidades del cine entre las que se incluyen los hollywoodenses Jean Fontaine, Lauren Bacall, Kirk Douglas y Peter O’toole, entre otros. 
En 1990 realizó el docudrama dedicado a la historia de la música española desde el folklore hasta la contemporaneidad, España en solfa, donde músicos españoles interpretaron personajes de ficción. Destaca la participación de Jaume Sisa, también conocido como Ricardo Solfa, y la colaboración de cantautores como Joaquín Sabina, Luis Eduardo Aute y Ramoncín. En esta línea, fue guionista y director del primer docudrama hecho en HD o alta definición en España, titulado El jardín: cuatro miradas (1994).
Entre los documentales que ha escrito y/o realizado se cuentan: La luz del flamenco, narrado por Paco Rabal en colaboración con el canal ARTE; Mujeres en la historia: Clara Campoamor (2003); Primavera en Sicilia, con Manuel Vicent (2009), así como los capítulos de la serie Paraísos Cercanos sobre El Salvador (1996), Panamá (1997) y Siria (2005).
Ha sido director y realizador de programas musicales entre los que se incluyen los monográficos especiales dedicados a Tina Turner, Joe Cocker, Golden Gate Quartet, Gloria Stefan, Julio Iglesias, Celia Cruz y Miguel Bosé (1995-2000). Asimismo, ha realizado óperas,  para su retransmisión televisiva, como Medea (1989), en el teatro de Mérida -con Montserrat Caballé y Josep Carreras-, o Madame Butterfly (2007), con Plácido Domingo como director de orquesta, así como la retransmisión del Festival de Jazz de Vitoria y San Sebastián. 
Como realizador, ha trabajado también en programas de humor. Es el caso del Especial de Navidad de los Morancos de 1993 y los veintiséis capítulos de Cruz y Raya, realizados entre 1996 y 1997. Entre otras programaciones especiales ha dirigido el programa de fin de año, La primera del año (1995-1996), y la comedia musical Especial de Nochebuena con los Lunnis y sus amigos (2004). Además, estuvo a cargo de la realización de la gala del 20 aniversario de los Premios Goya (2006). 
A lo largo de su carrera ha dirigido distintas telecomedias en horarios de máxima audiencia. Es el caso de Menos lobos (1992), Habitación 503 (1993), Aquí hay negocio (1994), Colegio Mayor (1996), A las once en casa (1998-1999), Ala…Dina! (2000), la telecomedia musical Paco y Veva (2004) y, para Telecinco, varios capítulos de Escenas de matrimonio (2008). Por otro lado, dirigió la telenovela de producción propia de Televisión Española, Geminis: Venganza de amor (2002-2003). 
Tras el ERE de RTVE en 2007, José Pavón emprendió distintos proyectos artísticos. En 2009 colaboró con Silvia Marín en el guión y en la realización del video y del espectáculo Flamenco para niños. En 2010 escribió y dirigió la película Deseos, de Garbo Producciones Audiovisuales, con un elenco que incluye a Paca Gabaldón, Ana Turpin, Manuel Millán y Pedro Miguel Martínez; un drama donde se encuentran el misterio y el surrealismo. En 2015 publica la obra de teatro La serpiente putón con Ediciones Irreverentes. 
En su faceta de docente, ha trabajado como profesor de Comedias de Situación en el Máster de Realización de Televisión de la Universidad Complutense de Madrid durante más de diez cursos. Asimismo, ha sido profesor de Realización de FP2 en el Instituto Oficial de Radiotelevisión desde 1977 en más de quince cursos académicos. También ha enseñado más de veinte clases magistrales, de una semana de duración, para profesionales de Televisión Española. 